# کامرون مایکلز
کامرون مایکلز (به انگلیسی: Kameron Michaels) (زاده ۲۳ ژوئیهٔ ۱۹۸۶) زن‌پوش آمریکایی است.